# Rio Dălşeşti
O Rio Dălşeşti é um rio da Romênia, afluente do Sighişoara, localizado no distrito de Arad.